# Gangsterdam
Gangsterdam is een Frans-Nederlands-Belgische komische actie-misdaadfilm uit 2017, geregisseerd door Romain Lévy.

## Verhaal
Ruben studeert rechten aan de Universiteit van Parijs en moet het afgelopen jaar herhalen. Daardoor ontmoet hij in het nieuwe jaar de studente Nora, op wie hij verliefd wordt. Maar Nora toont geen interesse in hem. Ruben komt er per ongeluk achter dat Nora drugs vanuit Nederland naar Frankrijk smokkelt. Haar dealer Mishka biedt hem aan dat hij ook voor hem kan werken. Ruben is het daarmee eens, want hij wil voor Nora gaan staan. Dus gaan ze naar Amsterdam, maar ontdekken in de trein dat Rubens oude vriend Durex zich bij hen heeft gevoegd. Hij is platonisch verliefd op Ruben. In Amsterdam ontmoeten ze Ulyss, die voor hen een schakel is naar een drugsdistributeur. Ulysse steelt echter de zending van hen voordat ze naar Parijs vertrekt. Ze besluiten daarom ernaar te zoeken en de zending terug te krijgen. Lokale criminelen hebben echter hetzelfde plan.

## Rolverdeling
| Acteur         | Personage       |
| -------------- | --------------- |
| Kev Adams      | Ruben           |
| Manon Azem     | Nora            |
| Côme Levin     | Durex           |
| Hubert Koundé  | Ulysse          |
| Mona Walravens | June            |
| Rutger Hauer   | Dolph           |
| Alex Hendrickx | Caspar          |
| Ido Mosseri    | Amos            |
| Patrick Timsit | Serge           |
| Manu Payet     | Mischka         |
| Ergun Simsek   | Mehmet          |
| Bas Keijzer    | Istok           |
| Seno Sever     | Souleymane      |
| Frans de Wit   | Uitsmijter 1    |
| Edo Brunner    | Uitsmijter 2    |
| Tim Linde      | Ober coffeeshop |

## Soundtrack
- "Love on a Real Train" - Tangerine Dream
- "Ali Bomaye" - Game feat. 2 Chainz & Rick Ross
- "Panda" - Desiigner
- "Free Bird" - Lynyrd Skynyrd
- "Bakel City Gang" - Booba
- "Tel Aviv" - Omer Adam
- "Shutdown" - Skepta

## Release
De film ging in première op 7 maart 2017 in de Kinepolis in Nancy en werd op 29 maart 2017 uitgebracht in de Franse bioscopen.